# 迷宮塔 (動畫)
《迷宮塔》（日语：ドルアーガの塔）為改編自Namco於1984年推出的大型電玩角色扮演遊戲《迷宮塔》（ドルアーガの塔；中譯名又作龍之塔或德魯亞加之塔）之電視動畫。2006年3月22日，GDH發佈消息指出取得迷宮塔的動畫化的權利、由GDH旗下的GONZO公司製作動畫版的《迷宮塔》。萬代南夢宮遊戲（Bandai-Namco Games）全面地主編，遊戲版的開發人員遠藤雅伸也以顧問（supervisor）的身份參與製作。
最初的動畫人物設計一直由朝來昭子擔任，但後來因為一些事故最終由高岡淳一（以的名義工作）出任本劇動畫版之人物設計。
2008年4月，第一季《迷宮塔 ～烏魯克之盾～》於日本正式播放，並於2009年1月份播放第二季《迷宮塔 ～烏魯克之劍～》。
| 第一季 | 日文原劇名 |                       |
| ------ | ---------- | --------------------- |
| 第一季 | 英文名稱   |                       |
| 第一季 | 中文名稱   | 迷宮塔 ～烏魯克之盾～ |
| 第一季 | 首播日期   | 2008年4月4日          |
| 第二季 | 日文原劇名 |                       |
| 第二季 | 英文名稱   |                       |
| 第二季 | 中文名稱   | 迷宮塔 ～烏魯克之劍～ |
| 第二季 | 首播日期   | 2009年1月8日          |

## 故事
遊戲原作的故事圍繞著主人翁勇者吉爾為了救回被邪神德魯亞加抓走的戀人卡依，化身成黃金騎士，登上60層的「德魯亞加之塔」──亦即“迷宮塔”中冒險；一邊與怪物作戰，一邊層層推進…如此在巨大的塔中展開了無數的冒險故事。

### 迷宮塔 ～烏魯克之盾～
以「世界的前途被那個塔捆上了」作為宣傳口號，動畫版本第一季之《迷宮塔 ～烏魯克之盾～》的故事承接著遊戲版本的結局，背景則設置在勇者吉爾之冒險的多年之後：
時光飛逝，勇者吉爾與巫女卡依的故事成為傳說被傳承到八十年後的世界，這時，吉爾已經擊敗邪神德魯亞加並建立了烏魯克國，成為基爾加梅斯國王。適逢每五年一度，因為天上阿努神的保佑，塔內的惡魔們都於阿努之夏失去了它們的力量。終於第三次的阿努之夏將至之時，於塔內都市梅斯克亞，由基爾加梅斯國王所創建的烏魯克國的軍隊為第三次出征作出準備；然而，聽說塔之頂層沉睡著傳說中的寶藏藍水晶之杖（Blue Crystal Rod），登頂者們都為此雀躍。大家都以討伐惡魔為理由，向塔之內部進攻。實為傳說中的「藍水晶之杖」之爭。從此，劍與魔法之大冒險隨即展開！

### 迷宮塔 ～烏魯克之劍～
自從第三次的阿努的夏天結束，基魯與法蒂娜由塔的頂峰送回起點「塔內都市」梅斯克亞，時間不知不覺又過了半年…
當分別以基魯及尼巴為首的兩隊登頂者、以及凱爾普率領的烏魯克軍辛苦攻上了迷宮塔之頂層，大家都以為打敗邪神便能獲得傳說之藍水晶之杖並結束這個旅程，怎料事實卻並非所料：秘密、背叛、謊言…一一現在眼前；原來局中有局，這兒才是真正故事的開始！尼巴及卡雅的身影與幻境之塔一同消失；主人翁基魯及法蒂娜無奈地被送回旅程的起點，而其他同伴則下落不明。但是，基魯再一次下定決心，誓要再次踏上迷宮塔的頂層，進入夢幻之塔內，解開所有迷團。

## 特色
動畫版之《迷宮塔 ～烏魯克之盾～》以古代美索不達米亞神話為背景，風格奇幻，充滿著魔法、怪物、俠士劍客。除了奇幻要素，故事亦走幽默、惹笑路線，對白抵死風趣，為一向製作嚴肅故事之GONZO的一套特別之作。
值得一提的是，第一集分成表、裏兩故事，於同日播出。表、裏兩故事的開始與終結是一模一樣的，但中間的情節卻不相同：表故事是以男主角基魯的夢為骨幹，當中不乏主角自己天馬行空的想像情節，以惹笑抵死、甚至乎是「惡搞」的方式介紹了整個系列之背景與主角眾奮鬥的目的──可視為整個系列之序章；而裏故事則以男主角的同伴之遭遇出發，過程當中巧妙地穿插表故事裡主角的幻想情節，起承轉合，於結尾處再次與表故事重疊。以兩個首、尾相同，中間卻互相錯開又彼此交疊的故事分兩集同日播出，這種新穎、複雜的結構為動畫片中甚少見的。

## 主要人物

### 第一季 ～烏魯克之盾～

#### 登頂者

##### 基魯團隊
基魯（聲：KENN／台灣：劉傑／香港： 陳旭恆）
年齡：16歲。性別：男。職業：守護者（Guardian）。武器：巨劍，有伸縮釘的盾。
本作的男主角，在邊境的那貝沙地方出生，盾役的戰士，武器為一附帶有伸縮釘的盾牌，主要用途為嵌入牆或地板中進行防禦。初次登頂，擁有正義俠士之心腸，立志打敗塔頂之邪神“德魯亞加”，為烏魯克國帶來和平。如同外表一樣，擁有健壯的肉體，不過作為戰士和登頂者來說的話，經驗尚淺，有諸多失策之處。加入尼巴團隊，渴望跟隨尼巴登上龍之塔頂，可惜由於新手兼礙事被尼巴開除了，唯有與卡雅、亞美伊、梅爾特等自組團隊登塔。為尼巴同父異母的弟弟。
雖然以戰鬥的技術而言，基魯還未到達完全成熟之程度，但是天生就一副怪異的神力，骨頭堅固得就算被打也不會損傷似的（同伴連搖動正帶著行李上路的他也不行！）因此在團隊中擔任防禦的角色，專門利用盾、並天生的神力阻止敵人突進。其他的武器還有經由卡雅而得的，被基爾加梅斯王所託付的巨劍。
在結局（第十二集）運用亞美伊插在邪神頸後的長槍，成功將邪神德魯亞加殺死。邪神死後出現了一支魔杖，基魯相信就是傳說中的「藍水晶之杖」並希望能憑魔杖的神力令已犧牲了的艾梅復活。就在基魯以為目標已達之時，不料卻遭人從後放出的暗箭所中，倒在地上。估計放箭的人可能是尼巴或莎秋芭絲。雖然身中魔箭不會傷害生命，但目送卡雅與尼巴的離去卻留下深刻的傷痛。
卡雅（聲：折笠富美子／台灣：雷碧文／香港：鄭佩嘉）
年齡：17歲。性別：女。職業：神諭（Oracle）。武器：魔杖（體型較細小的魔杖）。
本作的女主角，職業為神諭（與魔法師並不相同，神諭是透過依絲坦的魔法來治癒傷病者）。繼承了巫女卡依之血脈的巫女，與基爾加梅斯王早就相識。是個天然電波系的奇妙少女。在梅斯克亞的市集巧遇基魯，目睹基魯跟那些在混混的登頂者們的交涉，因而對於基魯的不懂常規天生熱血，以及頑強的個性產生興趣。由於認為有利於自己的行動，而且大家都有著登上塔頂的強烈願望，所以便與基魯組成團隊登塔。經常用一些毫無依據的話來本帶著團隊前進。
於結局中卡雅一反常態地捨棄伙伴，與尼巴結伙雙雙消失於「夢幻之塔」，似乎早有伏線。於第三集卡雅一干人等被軍兵逮捕並囚禁之時，唯獨卡雅一人獲基爾加梅斯王召見，並將巨劍交付給卡雅所選擇的伙伴基魯。在兩人的對話中，基爾加梅斯王不稱呼她為卡雅，而是稱呼她做「依什哈拉（伊修哈娜、伊希哈拉）」，並對卡雅稱「無論如何，這也是我們今生的訣別」。由此可見卡雅對八十年前發生在「龍之塔」的事情有著千絲萬縷的牽繫，亦顯示出基爾加梅斯王一早明白卡雅重臨「龍之塔」的真正目的，並清楚卡雅要登上「夢幻之塔」塔頂的理由。基爾加梅斯告誡了卡雅登塔的困難，但卡雅並不為此而退卻，因為卡雅並非像其他登頂者般為了金錢、名譽或正義而去登塔，而是別有用心，真正的目的依然成謎。卡雅選擇與基魯為伴，完全是看中了與基魯在一起有利於自己登塔這緣故。然而對於自己的背叛，卡雅仍感到愧疚。
亞美伊（聲：早水理沙／台灣：鄭仁君／香港：潘芳芳）
年齡：19歲。性別：女。職業：槍騎兵。武器：高速轉動長槍。
於塔內都市梅斯克亞結識了卡雅，因而成為基魯團隊的一員，在團隊中是經驗最豐富的登頂者，也是隊中對於塔的事情最了解的一員。橙色頭髮常常盤成髮髻，擁有漂亮容貌的女戰士。武器為裝備了快速旋轉槍頭的長槍。通常與基魯合作無間，在基魯控制住敵人前進的時候，以高速旋轉之長槍跳躍進攻。在領導團隊前進方面，時常作為約束基魯的魯莽行動的角色，是一位很好很可靠的前輩。很少的人知道亞美伊以前曾效力烏魯克軍，並與親衛隊指揮官凱爾普交情甚篤。在勇悍的面具下，其實是一位感性、可愛的女子。
於第十一話《身為唯一的護盾》中本是想攻擊邪神的頭部，但把長槍插在邪神的頸後，被邪神刺死。
留在邪神頸部的長槍在第十二話（最終話）成為基魯殺死邪神的武器。
梅爾特（聲：鄉田穗積／台灣：何志威／香港：陳振聲）
年齡：20歲。性別：男。職業：魔法師。武器：魔杖（形狀像高爾夫球桿）。
使用攻擊魔杖的魔法師，擅長使用風暴與雷鳴的魔法，主要擔當後方支援角色。靈活運用多枝如同高爾夫球桿的魔杖，以搖晃擊球的動作巧妙地操縱著各式各樣的攻擊魔法。
本來梅爾特的家族是烏魯克國皇宮中的魔法使，但後來家道衰落成了落難貴族。性格一如皇公貴胄的哥兒一樣的自我中心，嘮叨還任性。不過表裡不一，嘴裡一邊說著風涼話，心裡卻關心著同伴，是個讓人恨不起來的人。施展魔法的胳膞是堅實的，然而不平不滿卻非常多。討厭吃口感軟軟的食物（吃著庫帕在塔內旅行時就地取材做的「廉價料理」時，全都吐出來了）。
和基魯像是天生相沖般時有撞上的事情，是對一凹一凸的奇妙搭檔。
庫帕（聲：茅原實里／台灣：雷碧文／香港：潘芳芳）
年齡：10歲。性別：女。職業：女僕。武器：煙霧彈（球體狀）。
梅爾特的隨從（庫帕出生的家族代代皆服侍梅爾特的家族），擅長兵站的大力女孩，外貌的特色是前額扎上一條粗粗的大絲帶。跟隨著任性的主人，整天忙個不停，不過她也把自己忙碌的份用嘴巴討還回來了。主要的責任是收拾和携著梅爾特的多種類魔杖的皮箱。當梅爾特使用攻擊魔法時，像球童般待命在側，也會不時對於使用哪個魔杖最好向主人提出忠告。有時亦會使用煙霧彈協助眾人逃脫。
在登塔初期，庫帕與梅爾特被一些混混的登頂團隊拉攏，但是當庫帕遇上基魯的團隊，並被基魯他們幫助脫險的時候，庫帕便看準時機向基魯團隊推銷自己及主人。擁有巧妙的演說能力，說話時總是高音的緊張腔調。雖然年幼，但是比梅爾特更懂世情及識時務，與梅爾特是一對奇怪組合，老是年幼的庫帕要為年長的主人打算並提點照顧著他。即使對著主人及伙伴，庫帕嘴裡都是刻薄話，時常把梅爾特激得半死並大吵起來，但是基魯總會一笑置之。擁有與外觀不一樣的力量，時常替伙伴背著比自己體型還大的行李還能履步如飛。很擅長親手做料理。
第2季動畫版曾說出從10年前就開始跟隨梅爾特了，至於10年前是如何服侍梅爾特目前還不知道。

##### 尼巴團隊
尼巴（聲：櫻井孝宏／台灣：康殿宏／香港：黎景全）
年齡：17歲。性別：男。職業：弓手（Archer）。武器：弓箭。
用折疊式弓箭戰鬥的弓箭手，射擊準確無比，擁有超群智謀，非常冷靜沉著，儘管年紀小，但是在塔內卻是知名的登頂者。擁有“屠龍者尼巴”的美譽。現在為法蒂娜一隊之領袖。是男主角基魯的同父異母親兄。雖然才能出眾，但是性格擁有其陰暗一面，為了達成自己的目的，會不惜連伙伴都利用。
曾勸告弟弟基魯不要登塔，但遭弟弟斷然反對，心感白廢唇舌，但是另一方面，對於弟弟懷著複雜的感情。
與德魯亞加之心腹莎秋芭絲擁有著微妙關係，並早已相識。
於結局（第十二集）尼巴跟莎秋芭絲的對話中，透露出昔日尼巴因為解除了被困在「龍之塔」內的莎秋芭絲的封印，因而承受了登上「夢幻之塔」塔頂的命運，而莎秋芭絲的使命則是負責在尼巴身邊一路協助及引導他。至於二人要登上塔頂的目的何在依然是個謎，亦成為了下一季的伏線。
雖然於結局中並沒有透露尼巴與莎秋芭絲登塔的真正目的是甚麼，但亦暗示了二人必須一起實行一個共同的計劃，而為著這計劃必須捷足先登登上「龍之塔」，以取奪開啟「夢幻之塔」的鑰匙。這亦令人能夠理解為何尼巴一直企圖阻止弟弟基魯登塔，而且亦不希望看見弟弟成功──為此，尼巴曾不惜出言勸阻，甚至開除弟弟離開自己的團隊──其實全因為尼巴害怕弟弟會比自己搶先一步取得「夢幻之塔」的鑰匙。因此，在故事的後段，尼巴越發顯出對於登頂的急切。當尼巴眼見弟弟勇敢與邪神德魯亞加奮戰，並一步步取得形勢時，露出一臉不是味兒的樣子，顯露出其本性上少見的缺乏自信與懦弱之一面。這個原因亦解釋了尼巴為何對基魯起了嫉妒心和爭競心。
法蒂娜（聲：堀江由衣／台灣：林美秀／香港：潘芳芳）
年齡：16歲。性別：女。職業：魔法師。武器：魔法機槍。
操縱火苗魔法的魔法師，她是隊裡的唯一女性，對於尼巴是有著思慕之情。在端麗姿容之上其實具有相當的戰鬥實力。加入尼巴團隊完全是為了錢，希望取奪藍水晶之杖並藉其力量使自己成為有錢人。是個氣勢很強的人，也相當的任性，是種心直口快的爽快性格。
雖然是為了錢而登塔看似市儈，但其實心地天真善良。對於基魯團隊也會牽掛，擔心他們陷入窘境，而眼看伙伴戰死亦顯得十分悲傷。討厭聽烏托的恐怖鬼故事。
（聲：石田彰／台灣：何志威／香港：陳振聲）
年齡：17歲。性別：男。職業：刺客。武器：短劍。
是尼巴團隊中纖細的戰士，由於自小便在地下社會中打滾，令他熟諳世事，對塔內都市梅斯克亞的黑社會也知之甚詳。一般作為團隊行動的先鋒，負責刺探等助攻角色。眼光銳利，洞察力強，只要觀其地面上的足跡，便能準確地知悉敵方團隊的陣容，識破高度機密的行動，是個相當具有實力的人。
擅長以短劍作近身戰，投擲的手藝亦巧妙，這些方面等的戰鬥力也很高。
於第九話《Eleven Nines》中與鳥托及庫帕會合後，發現了帕茲滋帶著的棺材，帕茲滋想把他們滅口。鳥托及庫葩成功逃脫，卡里利用短劍投向帕茲滋時，帕茲滋使用風魔法把短劍反彈，插中卡里的心臟死亡。
烏托（聲：安元洋貴／香港：李建良）
年齡：不詳。性別：男。職業：斧戰士。武器：斧頭。
尼巴團隊中體格魁梧的戰士，穿著很厚的盔甲，武器是巨大的斧子和手榴彈，戰鬥力高強。
年齡不詳。性格沉著，是個穩重可靠的男人，在那次和隊員失散及遇上庫帕，被人暗箭狙擊時，曾以背為庫帕擋箭。也有與外表不一的溫和一面。
一般情形下總以鋼盔的護面罩完全遮蔽臉容，只有用餐時才卸下，但從來用餐的場面都是橫向或背對觀眾，所以不能看見本來的容貌。覺得庫帕做的料理味道很好。喜歡說恐怖鬼故事來嚇法蒂娜。

#### 其他人物
基爾加梅斯王（聲：土師孝也／香港：李建良）
動畫中的設定為：因為八十年前單槍匹馬收伏邪神“德魯亞加”、破壞了“龍之塔”，被喻為英雄。建立烏魯多國，為烏鲁多國王。年齡超過百歲，長期隱居於皇宮，鮮少露面；是一位彷如來自傳說一樣的傳奇人物。年輕時的吉基爾加梅斯有一位戀人，名叫卡依。在劇中，卡依稱呼基爾加梅斯為「基爾（吉爾）」。可惜「龍之塔」在六十年後復活（即故事主人翁當時的二十年前）。趁第三次阿努之夏、惡魔力量減弱之機，為要親身視察軍隊，第五度踏足龍之塔。
於第二集《塔內都市梅斯克亞》結尾時遭人行刺，中正要害。但在第三集《出發之前》卻奇蹟地突然「復活」。於基爾加梅斯失去知覺的其間於腦裡出現了回憶往事的畫面，展現出八十年前跟邪神德魯亞加對戰的一幕。正當基爾加梅斯殺死德魯亞加之時，卡依對他說出一個預言：「德魯亞加的詛咒，總有一天會將你留在身邊。」
在第十二集（最終話）《～the Aegis of URUK～》中，基爾加梅斯殺死了鳥魯克國宰相，現出其背後陰險的性格。關於為何要殺死宰相仍是個謎，背後存在莫大的陰謀成為伏線。而基爾加梅斯亦在最後道出令人震驚的說話：「真正的藍水晶之杖確實存在，因為就在我這裡。」然而，由始至終藍水晶之杖從未出現於觀眾眼前（在結局中邪神德魯亞加死亡時出現的魔杖，被眾人認為就是「藍水晶之杖」，然而遭尼巴否定了，並揭露這魔杖實為「夢幻之塔」的鑰匙），到底「真正的藍水晶之杖」是甚麼含義，並且藍水晶之杖擁有甚麼能力依然不明。
卡依（聲：矢島晶子／香港：潘芳芳）
於第八集首次亮相（卡依的出現是以基爾加梅斯王回憶前塵時以記憶的形式在片段中出現），卡依是基爾加梅斯王壯年時之妻。八十年前基爾加梅斯王委派與卡依所生之親兒出征，但遭到自己軍隊的背叛，皇子陣亡，卡依極度傷心。之後卡依被抓，困在傳說中之塔的頂層（第六十層）。八十年後，卡依以預言者（塔內亡靈）的身份，在傳說之塔的頂層給主角基魯帶來意想不到的預言。自此之後，卡依一直在基魯的冒險路上守護著基魯。
德魯亞加
（在第一集的表故事《德魯亞加之巨塔》中，曾經有基魯夢見邪神德魯亞加的片段，那兒出現的德魯亞加純粹是一個攪攪噱頭的攪笑角色，由中田讓治擔任配音。以下介紹的是關於劇中真正的「邪神」德魯亞加，由於由始至終德魯亞加都沒有說話，所以並無配音員。）
創造「龍之塔」，擁有四隻腳、八條手臂、人頭甲蟲身軀的巨大怪獸。德魯亞加的眼睛活像昆蟲的眼睛，在活著時眼睛會發出異光。攻擊時以長長且滿是刺的尾巴作為武器，並且能用口噴出死光。在第三集《出發之前》以回憶的方式出現八十年德魯亞加跟基爾加梅斯大戰的場面，當時德魯亞加遭基爾加梅斯打敗，首級被切下，化為光點消失，「龍之塔」亦被毀。六十年後不明原因地與「龍之塔」一同復活，巢居於「龍之塔」頂層的「天空之宮」。好像擁有控制塔內魔物的能力，當它死的時候，塔內的魔物亦會隨之消失。
在結局（第十二集）尼巴跟莎秋芭絲的對話中透露了邪神德魯亞加本來為人類，在生時與莎秋芭絲是夫妻。對於八十年前與基爾加梅斯激戰一場的德魯亞加，莎秋芭絲只是淡淡然的拋下一句：「他已經死了。」當中不但顯得莎秋芭絲對德魯亞加毫無眷戀之情，亦沒有交代為何德魯亞加會由人類變成了一頭怪物。德魯亞加在結局裡給男主角基魯以插在其頸後的長槍刺穿而死，死時身首分離，眼中的異光消失，身體化成光點飄於空中。飄於空中的光點集結在一起，最後「形成」了一支魔杖，此魔杖乃開啟「夢幻之塔」的鑰匙。
莎秋芭絲（聲：尤加奈／台灣：雷碧文／香港：鄭佩嘉）
全身及面容俱灰白色、如同幽靈一般的存在。自稱為德魯亞加的心腹，實際上關係不明的地方還有很多。對於無利可圖的事情也會去做。與尼巴好像從以前就已經認識，如同鬼魅一樣經常神出鬼沒，通常只是纏繞著尼巴，特別是在尼巴對隊友們作出指示與行動時便出現，並以巧言困惑及譏諷著尼巴。似乎除了尼巴以外，其他人都不能看見及聽見其身影及聲音。第九集中首次在卡雅面前出現並對她說著令人困擾的話語，其中展露出莎秋芭絲跟卡依一樣擁有預示未來的能力。第十集中，莎秋芭絲與亡靈卡依在奇異的空間中共對並對談。第十一集中以擬似實體的存在在奇異的空間中出現。
在結局（第十二集）尼巴跟莎秋芭絲的對話中透露了莎秋芭絲原本為邪神德魯亞加在生時之妻子，但德魯亞加於八十年前跟基爾加梅斯的戰鬥中被殺（至於後來為何德魯亞加會變成現在的怪物模樣，及為何六十年後會復活，則沒有交代），而莎秋芭絲就被一種不知名的力量封印在「龍之塔」的深處。後來封印被闖入「龍之塔」的登頂者尼巴解除了，莎秋芭絲因而轉生並獲得了新的使命，就是引導及協助開封者到達「夢幻之塔」的頂端，以達成某一個目的。這個登塔之謎將留待第二季揭盅。
凱爾普（又譯：克爾布、科爾布）（聲：寺杣昌紀／台灣：康殿宏／香港：陳旭恆）
武器：巨劍。
烏魯克國親衛隊的指揮官及將軍，以勇猛聞名，但性情卻十分古怪。有時行動稍欠常識，但是擁有用單騎就可以與龍戰鬥的實力，也是一位劍客。身為大國之軍隊隊長的凱爾普不太瞧得起登頂者們，但是為人也是十分厚義與講理的。
艾塔娜（聲：水野理紗／台灣：鄭仁君／香港：鄭佩嘉）
武器：長劍。
凱爾布的部下，烏魯多國親衞隊副官，冷靜精明，富有常識，時常都要身先事卒作凱爾布行動的先頭者。對於凱爾布有著單方面的戀慕之情。
帕茲滋（聲：田中正彥／香港：李建良）
武器：魔杖、短劍。
滿是謎的男人，是使用風魔法的魔法師，可直接使用風魔法，亦可以在空白漂浮，性情陰險，帶著謎之棺材。
於第十一話《身為唯一的護盾》中在帕茲滋召喚棺材內的東西時，被尼巴遠處用箭射死，其後棺材變回原型。
而帕茲滋帶著的棺材，在第十二話（最終話）棺材走出了謎之人物，成為第二季的伏線。

### 第二季 ～烏魯克之劍～

#### 登頂者

##### 基魯團隊
基魯（聲：KENN／香港： 陳旭恆）
年齡：16歲。性別：男。職業：守護者（Guardian）。武器：接駁式長劍，多變化伸縮盾。
衣著變化：換上了新裝，衣服的肩上多了裝甲，頭髮亦比較長一點。
本作男主角，上一季結局時卡雅與尼巴消失於夢幻之塔內，而自己與法蒂娜則被無奈送回塔內都市梅斯克亞。此後基魯曾經一度與法蒂娜再登迷宮塔的頂峰──天空之宮；即昔日卡雅與尼巴消失的地方，但可惜夢幻之塔已不復存在，令基魯憤慨不已。傷心、失望…令基魯顯得意志消沈，每日也過著無所作為的生活。之後的日子，基魯一直與法蒂娜一起於凱爾普開設的旅店生活著，不過失落的基魯十分依賴法蒂娜的照顧。可是在一次偶然的事件中，誤打誤撞的基魯與法蒂娜救出了被烏魯克軍兵追捕的小孩，後來才得知這名小孩實為失去法力、變成幼童的巫女卡依。在卡依的指引下，為要阻止將要發生的悲劇，基魯決心再度登上夢幻之塔。性格仍是一如既往的直接、遲鈍。
法蒂娜（聲：堀江由衣／香港：潘芳芳）
年齡：16歲。性別：女。職業：魔法師。武器：魔法機槍。
衣著變化：服飾與第一季大致相同，只是衣服稍有改變，頭髮比以前更長。
本作女主角，以前是尼巴團隊的一員，曾經與團友們參與討伐邪神德魯亞加的行動，但對於討伐邪神的貢獻卻沒有得到國人的嘉許與認同。自從被基魯救起以及與基魯一起被送回起點，就一直於烏魯克的新首都──塔內都市梅斯克亞──默默地與基魯過著平淡的生活，以做塔導遊過活賺錢維持生計。本來心儀於尼巴的法蒂娜，對於尼巴背叛團隊的事，一直成為她心中的烙印。由於極力希望擺脫被尼巴撇下的陰霾，和將過往的一切忘記，法蒂娜寧願將心倒向基魯，並與他一起開展淡泊的人生，所以一直都任勞任怨的照顧著基魯。但內心對基魯及尼巴二人皆有不能說清的感情牽繫。
烏托（聲：安元洋貴／香港：李建良）
年齡：不詳。性別：男。職業：斧戰士。武器：鐳射斧頭（可變形為鐳射鎚）。
衣著變化：與第一季衣著大致相同，只是頭盔和肩甲換了。
以前尼巴團隊的斧戰士。自從那次有勞無功的討伐邪神德魯亞加行動，以被逼遣回起點作結後，就與隊友們失散。之後的日子，烏托一直居住在烏魯克國的首都（塔內都市梅斯克亞）中，並開展了新的生活──就是成為職業的摔跤員。烏托一直以「摩樂隊長」作為摔跤時的稱號，憑其魁梧體格，烏托成為了「無敵的冠軍」。成為摔跤員的烏托首次以沒有鋼盔護面罩遮掩之真面目示人。
在一次摔跤比賽中，烏托巧遇昔日戰友法蒂娜及基魯，二人及一個不明來歷的小孩（後來得知是巫女卡依）正被軍兵追捕。烏托立刻出手相助，法蒂娜及基魯一時之間也不能認出以真面目示人的烏托（不過法蒂娜之後很快就認出來了）。藉著這次相遇，烏托再次捲入基魯與法蒂娜及卡依的冒險之中。
卡依（聲：矢島晶子／香港：潘芳芳）
年齡：5歲。性別：女。職業：巫女。武器：魔杖（以前打倒德魯亞加所使用的魔杖）。
身份神秘的卡依被稱為「依絲坦女巫的亡靈」，在第一季中彷如幽靈一般的存在，在今一季卻以活生生的實體出現。對於卡依的所知仍然十分有限，根據凱爾普所述，卡依是基爾加梅斯王的王妃，為基爾加梅斯生了兩個孩子。在一場邊境的戰爭中失去皇子後，一般人都認為卡依是隱姓埋名的隱居去了（事實上在第一季中已交代了卡依其實是被抓並困在「龍之塔」內）。對於現在實體化的卡依，目前只知道她出現在基魯等人面前時透露自己是「貝蕾特之子」、「烏魯克國王基爾加梅斯的皇后」、「女神依絲坦第一巫女」；及在法力不全時會由成人之形態變成小童之身，到底是人是鬼仍然是一個謎。
唯一可知的是卡依擁有預示未來的能力，與及她自己的存在就是打開夢幻之塔的鑰匙。一開始便不明所以的被烏魯克軍兵追捕的卡依，一直在找尋基魯。接近基魯等人的目的是要基魯帶她登上幻境之塔，以阻止只有她自己預知的悲劇發生。
當有足夠魔力時，可自由變成「小童」「少女」「成人」三個不同階段。
海娜羅（聲：花澤香菜／香港：鄭佩嘉）
年齡：不詳。性別：女。職業：神職（神職是1轉，神諭是2轉）。武器：魔法之弩。
本季新登場的人物。性格溫厚的海娜羅是凱爾普旅店的常客。由於為人柔順兼且年紀小，時常被他人使喚當些諸如打掃、修理器具的雜活。被烏托稱讚她「挺手巧」（不過稱讚完之後又是硬塞了一堆雜活給她…）。本來是個與世無爭，只求「平平凡凡、安樂度日」的怕事小孩，但像是被命運作弄地遇上「卡依被軍兵追捕事件」，硬被潛藏於凱爾普店中的烏托與基魯一干人等拖著一起逃亡，無緣無故的就被軍兵認定是與基魯、卡依他們一夥，可憐地成了通緝犯。既然事態發展如此，海娜羅也只好接受現實，成為基魯他們的伙伴，一起迎抗外敵，同心合力以登上夢幻之塔為目標。其間，外表平凡的海娜羅展示出自己其實是一位身手不錯的德魯依，擅長以魔法之弩攻擊敵人，迷魂對手使之失去還擊的能力。但事實上，海娜羅登上幻之塔其實是另有目的。
她是帕茲滋的女兒，真正目的是受了阿米娜將軍之命，要回收四部人工生命兵器「德魯亞加四騎士」。
而帕茲滋登塔目的是受了馬弗宰相的命令，利用「德魯亞加四騎士」打倒幻之塔塔頂的「影子基爾加梅斯」。
於第二季中的第十一集中被尼巴殺死。

##### 尼巴團隊
尼巴（聲：櫻井孝宏／香港：黎景全）
年齡：17歲。性別：男。職業：弓手（Archer）。武器：魔法弓。衣著變化：與第一季有點出入，不再穿上弓箭手裝束，換上了新服飾，穿著黑色的旅行者裝束。
於第一季與卡雅一起登上了夢幻之塔，消失於基魯等人眼前。為了達成某目的，帶著卡雅以夢幻之塔的頂點作為目標。
基魯的同父異母哥哥，對基魯抱負著混雜了嫉妒心和競爭心的感情。可以為達到目的扔下周圍的人和事。
於第五集說明，尼巴與卡雅進入塔的時間只有三週，可是外面世界的時間已經過了半年。
真正目的是要滅神，極度厭惡神，最後變成未完全體德魯亞加。
卡雅（聲：折笠富美子／香港：鄭佩嘉）
年齡：17歲。性別：女。職業：神諭（Oracle）。武器：魔法短杖。衣著變化：與第一季有很大出入，頭髮長了，換上了新服飾，穿起了白色的巫女裝束。
前作女主角，於第一季與尼巴一起登上了夢幻之塔，消失於基魯等人眼前。與尼巴一起以夢幻之塔的頂點作為目標。
曾是基魯的神諭，因為個人原因在第一季時扔下基魯等人，以登上幻之塔。是繼承卡依的巫女血脈的人。
卡雅背叛基魯是為了不讓當時沒有能力的他進入夢幻之塔送死。另外，進入夢幻之塔是為了打倒在夢幻之塔塔頂的「影子基爾加梅斯」。

##### 格雷米卡團
格雷米卡（聲：根谷美智子／台灣：鄭仁君）
年齡：不詳。性別：女。職業：暗殺者。武器：弓箭/魔法箭。
本季新登場人物，使用弓箭而且弓法了得，能在遠處準確射中目標。
與尼巴同樣是舊斯瑪爾派別的人，為了自己的目的而塔上幻之塔。
阿庫拉（聲：富澤風斗／台灣：雷碧文）
年齡：不詳。性別：女。職業：魔法師。武器：粉筆（畫出魔法陣作出攻擊/防禦）。
本季新登場人物，格雷米卡的副官。

##### 其他登塔者
梅爾特（聲：鄉田穗積／香港：陳振聲）
年齡：20歲。性別：男。職業：魔法師（第二季初登場時是私人滑雪場管理人）。武器：魔杖（形狀像高爾夫球桿）。衣著變化：成為了富翁的他，換上了貴族的服飾，髮型則依舊（於第四話開始穿回了第一季的打扮）。
自從「討伐邪神德魯亞加事件」後一直與隊友們失散的梅爾特，於第三集才再度登場。當時梅爾特已成為了富翁及私人滑雪場管理人。因為塔內怪物群羅帕的暴走，把梅爾特的私人滑雪場一掃清空。變回了半年前的狀況，並被迫要跟隨黃金騎士團登塔。在常青之館與庫帕遇上基魯等人，最後與他們一起繼續幻之塔旅程。
庫帕（聲：茅原實里／香港：潘芳芳）
年齡：10歲。性別：女。職業：女僕（第二季初登場時是秘書）。武器：煙霧彈（球體狀）。衣著變化：整身都是成熟的打扮，換上了典型的秘書服飾，髮型完全改變（於第四話開始穿回了第一季的打扮）。
身為梅爾特隨從的庫帕，在第二季裡跟梅爾特一樣，同於第三集才再度登場。依舊跟隨著梅爾特，但是職業由女僕變成了私人秘書。因為梅爾特的私人滑雪場被塔內怪物羅帕一掃清空的關係，變回了半年前的狀況。其後與梅爾特一起跟隨黃金騎士團登塔。在常青之館與梅爾特遇上基魯等人，最後與他們一起繼續夢幻之塔旅程。

#### 其他人物
凱爾普（又譯：克爾布、科爾布）（聲：寺杣昌紀／香港：陳旭恆）
武器：巨劍。衣著變化：穿回了一般平民的服飾。
原本是烏魯克國親衛隊的指揮官及將軍。第一季開始時對於登頂者都懷著一種瞧不起的態度，但自從在討伐邪神一役中眼看著登頂者們的英勇行為，明顯地對登頂者感覺改觀，並向基爾加梅斯大帝建議授獎予基魯等登頂者，但是遭到拒絕，因而憤然辭職。辭去高職要位的凱爾普於烏魯克國的新首都梅斯克亞經營旅店。遇上昔日共戰的登頂者基魯及法蒂娜後，也一直善待他們，見二人流離失所便主動提供住處，讓兩人寄居於自己的旅店內。以前的登塔者朋友也樂於造訪他的店舖，與他一起傾訴昔日攻上迷宮塔的往事。如同往日的感覺遲鈍，對人義厚。
艾塔娜（聲：水野理紗／香港：鄭佩嘉）
武器：雙劍。衣著變化：與第一季的服飾相同，同樣是銀色的盔甲。
原為凱爾普部下、烏魯克國親衞隊副官的艾塔娜，自從凱爾布因為不滿烏魯克國王基爾加梅斯的行徑而憤然辭職後，依然繼續留任於烏魯克國親衛隊中，並於第二季中升職成為烏魯克國親衞隊的隊長。雖然身為軍兵隊長，但其實艾塔娜對於昔日與登頂者們一起英勇奮戰的事仍刻骨銘心，所以一直與凱爾普聯絡（時常到其旅店作客），並暗中幫助基魯他們。
烏拉貢（（聲：森川智之／香港：陳振聲）
本季新登場人物，烏魯克貴族路金之兒子，烏魯克軍中的黃金騎士團的指揮官。除了喜歡指點部下以外本人並沒有多少才幹。對於上級一味的阿諛奉承，對於部下卻呼喝使喚，甚至於危難時罔顧部下的安危。恃著自己的權位，會向身邊的人拖壓以求達到目的。對於烏魯克國的權貴盲目順從，被凱爾普斥責他無知。在追捕卡依的行動中，顯露出其「為求目的、不擇手段」、並且視人民的生命如糞土的本性，但是行動魯莽、缺乏才智，被誤打誤撞的基魯等人挾著卡依逃脫。但隨著登塔時間越長，便會發覺他也只不過是一個得不到感情滋潤而感到寂寞的人。
於第七話中說明了，整個黃金騎士團隊只有他與副官生還，其剩的隊員都已經死亡。
基爾加梅斯王（聲：土師孝也（國王）、關智一（邪惡）／香港：李建良（國王）、陳旭恆（邪惡））
八十年前單槍匹馬收伏邪神“德魯亞加”、破壞了“龍之塔”，被喻為英雄的烏魯克國君基爾加梅斯，在第一季中表面上表現得英明仁厚，但在第二季中突然性情一百八十度大改變，成為戀棧權力，不分是非的國君。自從於第一季結局收伏了邪神德魯亞加之後，基爾加梅斯王不知為何將國都遷移至塔內都市梅斯克亞，這使得昔日的「龍之塔」成為基爾加梅斯王權的象徵，烏魯克國整片土地都被大帝的權力所籠罩著。基爾加梅斯一心要捕獲卡依，當中的內情仍然無人明白。對於基爾加梅斯的變化，引起了凱爾普的懷疑。
於第四集透露了由於德魯亞加死前向基爾加梅斯下了不死詛咒，不能用現世方法死去，亦導致有兩個基爾加梅斯出現。
一個是在塔內都市的真正基爾加梅斯「皇帝基爾加梅斯」，另一個是在夢幻之塔頂端的「邪惡基爾加梅斯」。基爾加梅斯在長久的統治工作下令他感到疲倦，同時因為邪惡基爾加梅斯的力量，令到基爾加梅斯慢慢變成一個暴君。基爾加梅斯本人很希望能夠早日離世，方法就是要殺死在夢幻之塔的「邪惡基爾加梅斯」，所以卡雅為此登上夢幻之塔，目的是為了殺死「邪惡基爾加梅斯」，令基爾加梅斯可以離開人世。
莎秋芭絲（聲：尤加奈／香港：鄭佩嘉）
不同於巫女卡依在第二季以實體出現，莎秋芭絲在第二季依然保持其灰白色、如同幽靈一般的形態。但明顯不同的地方在於在第二季莎秋芭絲能夠被卡雅看見（在第一季中除了尼巴以外，其他人都不能看見及聽見其身影及聲音），並且在故事一開始之時與卡雅在夢幻之塔內的不明空間中彼此對話（在上一季的第九集雖然出現了莎秋芭絲對卡雅說話的場面，但是卡雅只有「聽見」的份兒，卻不能跟她對談）。由此暗示著莎秋芭絲可能能憑其個人意志選擇誰人能看到或聽到她自己。
在第二季中莎秋芭絲纏著以夢幻之塔的頂端為目標的尼巴及卡雅，到底目的為何仍是一個謎。

## 製作人員
- 原作 - bandai-namco games「迷宮塔」
- 導演 - 千明孝一（《青之六號》、《最後流亡》）
- 管理指導 - 遠籐雅伸
- 系列構成．劇本 - 賀東招二（《驚爆危機》、《凉宮春日的憂鬱》和《幸運☆星》）
- 人設原案 - 白亞右月（爆裂天使插畫家）
- 動畫人物設定 - 朝來昭子
- 作品設計 - 小林誠
- DRUAGA設計 - 草剪琢仁
- 色彩設計 - 內林裕美
- 音響監督 - 鄉田穗積
- 音樂 - 崎元仁
- 編輯 - 肥田文
- 動畫製作 - GONZO

## 主題曲
第一季
OP「SWINGING」
作曲・作詞 -  / 主唱 - 
ED
作曲・編曲 -  / 作詞 -  / 主唱 - KENN
第二季
OP「Questions?」
作詞 -  / 作曲・編曲 -  / 主唱 - 中村優
ED
作詞 -  / 作曲・編曲 -  / 主唱 - （折笠富美子）
最終話ED「SWINGING」
作曲・作詞 -  / 主唱 - 

## 各話標題

### 第一季
日本深夜動畫：下文記載的日本国内播放時間使用日本標準時間（UTC+9）表示。因為部分時間标识會採用30小时制，因此請留意这类超过24:00的时间，其實際播放時間為翌日清晨。
| 集數                                       | 原畫標題          | 中文標題             | 首播日期   |
| ------------------------------------------ | ----------------- | -------------------- | ---------- |
| 1（表）                                    |                   | 迷宮塔               | 2008-04-04 |
| 1（裏）                                    |                   | 基魯的冒險           | 2008-04-04 |
| 第一集分成表、裏兩故事於同日播放，詳見特色 |                   |                      |            |
| 2                                          |                   | 塔內都市梅斯克亞     | 2008-04-11 |
| 3                                          |                   | 出發之前             | 2008-04-18 |
| 4                                          |                   | Band of Hand         | 2008-04-25 |
| 5                                          |                   | 吉吾斯德拉的陷阱     | 2008-05-02 |
| 6                                          |                   | 雷光之吊橋           | 2008-05-09 |
| 7                                          |                   | 與龍共舞(與單翼共舞) | 2008-05-16 |
| 8                                          |                   | 傳說中的塔           | 2008-05-23 |
| 9                                          |                   | Eleven Nines         | 2008-05-30 |
| 10                                         |                   | 在夏日的終焉         | 2008-06-06 |
| 11                                         |                   | 身為唯一的護盾       | 2008-06-13 |
| 12（终）                                   | YOU ZAPPED TO ... | YOU ZAPPED TO ...    | 2008-06-20 |

### 第二季
日本深夜動畫：下文記載的日本国内播放時間使用日本標準時間（UTC+9）表示。因為部分時間标识會採用30小时制，因此請留意这类超过24:00的时间，其實際播放時間為翌日清晨。
| 集數 | 原畫標題 | 中文標題          | 首播日期   |
| ---- | -------- | ----------------- | ---------- |
| 1    |          | 基爾加梅斯之塔    | 2009-01-08 |
| 2    |          | 王都梅斯克亞      | 2009-01-15 |
| 3    |          | 夢之城 梅爾特之島 | 2009-01-22 |
| 4    |          | 奔向幻影          | 2009-01-29 |
| 5    |          | 影之國            | 2009-02-05 |
| 6    |          | 四名刺客          | 2009-02-12 |
| 7    |          | 常春之館          | 2009-02-19 |
| 8    |          | 兩人的過去        | 2009-02-26 |
| 9    |          | 夢的終結          | 2009-03-05 |
| 10   |          | 最後的樂園        | 2009-03-12 |
| 11   |          | 討伐神之人        | 2009-03-17 |
| 12   |          | 手牵手            | 2009-03-24 |

## 播放電視台
日本深夜動畫：下文記載的日本国内播放時間使用日本標準時間（UTC+9）表示。因為部分時間标识會採用30小时制，因此請留意这类超过24:00的时间，其實際播放時間為翌日清晨。

### 第一季
| 播放地區 | 電視台       | 播放期間        | 播放時間                         |
| -------- | ------------ | --------------- | -------------------------------- |
| 神奈川縣 | 神奈川電視台 | 2008年4月4日 -  | 星期五 25時15分 - 25時45分       |
| 全日本   | GyaO         | 2008年4月4日 -  | 星期五 25時15分 - 星期五正午更新 |
| 兵庫縣   | SUN-TV       | 2008年4月4日 -  | 星期五 26時10分 - 26時40分       |
| 北海道   | TV北海道     | 2008年4月4日 -  | 星期五 26時30分 - 27時00分       |
| 東京都   | TOKYO MX     | 2008年4月8日 -  | 星期二 26時00分 - 26時30分       |
| 福岡縣   | TVQ九州放送  | 2008年4月8日 -  | 星期二 27時53分 - 28時23分       |
| 埼玉縣   | 埼玉電視台   | 2008年4月9日 -  | 星期三 26時00分 - 26時30分       |
| 全日本   | BS日視       | 2008年4月9日 -  | 星期三 25時30分 - 26時00分       |
| 千葉縣   | 千葉電視台   | 2008年4月10日 - | 星期四 25時00分 - 25時30分       |
| 岐阜縣   | 岐阜放送     | 2008年4月10日 - | 星期四 25時45分 - 26時15分       |
| 京都府   | KBS京都      | 2008年4月10日 - | 星期四 26時00分 - 26時30分       |
| 全日本   | AT-X         | 2008年4月29日 - | 星期二 09時30分 - 10時00分       |

| 千葉電視台/KBS京都 星期五26:10/星期四26:00 | 千葉電視台/KBS京都 星期五26:10/星期四26:00 | 千葉電視台/KBS京都 星期五26:10/星期四26:00 |
| ------------------------------------------ | ------------------------------------------ | ------------------------------------------ |
|                                            | 迷宮塔 ～烏魯克之盾～                      |                                            |
| RH陽性                                     | -                                          |                                            |

| Animax 星期一至五20:30-21:00節目 | Animax 星期一至五20:30-21:00節目                     | Animax 星期一至五20:30-21:00節目 |
| -------------------------------- | ---------------------------------------------------- | -------------------------------- |
|                                  | 迷宮塔 ～烏魯克之盾～ （2010年9月2日-2010年9月17日） |                                  |
| 狼與辛香料Ⅱ                      | 迷宮塔 ～烏魯克之劍～                                |                                  |

### 第二季
| 播映地區      | 電視台       | 播映日期        | 播映時間                                               |
| ------------- | ------------ | --------------- | ------------------------------------------------------ |
| 埼玉縣        | 埼玉電視台   | 2009年1月8日 -  | 星期四 25時30分 - 26時00分                             |
| 京都府        | KBS京都      | 2009年1月8日 -  | 星期四 25時30分 - 26時00分                             |
| 全日本        | GyaO         | 2009年1月8日 -  | 第1話為星期四25時30分 - 26時00分 第2話以後更改為星期五 |
| 三重縣        | 三重電視台   | 2009年1月8日 -  | 星期四 25時35分 - 26時05分                             |
| 岐阜縣        | 岐阜放送     | 2009年1月8日 -  | 星期四 25時45分 - 26時15分                             |
| 北海道        | TV北海道     | 2009年1月9日 -  | 星期五 26時30分 - 27時00分                             |
| 全日本        | BS日視       | 2009年1月9日 -  | 星期五 27時30分 - 28時00分                             |
| 神奈川縣      | 神奈川電視台 | 2009年1月10日 - | 星期六 25時30分 - 26時00分                             |
| 兵庫縣        | SUN-TV       | 2009年1月11日 - | 星期日 26時00分 - 26時30分                             |
| 千葉縣        | 千葉電視台   | 2009年1月12日 - | 星期一 26時10分 - 26時40分                             |
| 東京都        | TOKYO MX     | 2009年1月13日 - | 星期二 26時00分 - 26時30分                             |
| 福岡縣 佐賀縣 | TVQ九州放送  | 2009年1月13日 - | 星期二 27時23分 - 27時53分                             |
| 全日本        | Animax       | 2009年1月18日 - | 星期日 24時30分 - 25時00分                             |
| 全日本        | AT-X         | 2009年1月28日 - | 星期三 10時30分 - 11時00分                             |

| Animax 星期一至五20:30-21:00節目 | Animax 星期一至五20:30-21:00節目                      | Animax 星期一至五20:30-21:00節目 |
| -------------------------------- | ----------------------------------------------------- | -------------------------------- |
|                                  | 迷宮塔 ～烏魯克之劍～ （2010年9月20日-2010年10月7日） |                                  |
| 迷宮塔 ～烏魯克之盾～            | 火影忍者肆                                            |                                  |

## 外部連結
- 官網：http://www.gonzo.co.jp/archives/druaga_anime_2nd/index.html[ 〜the Aegis of URUK〜] （页面存档备份，存于）
- 預告片： 〜the Aegis of URUK〜 PV